# 永昌镇 (北川羌族自治县)
永昌鎮是中國四川綿陽市北川羌族自治县在2008年汶川大地震後的新县城，位于原安县境内。名称来源于永安镇和安昌镇之间的特殊地理位置，同时也是祝福这座县城的人民永远繁荣昌盛。由中共中央总书记、国家主席胡锦涛亲自定名为永昌镇。此镇距北川旧县城20公里左右。
因震后山东与北川对口援建，所以城内主干道拟命名为“齐鲁大道”。
2019年12月，撤销安昌镇，将其所属行政区域划归永昌镇管辖，永昌镇人民政府驻大东街13号。

## 行政区划

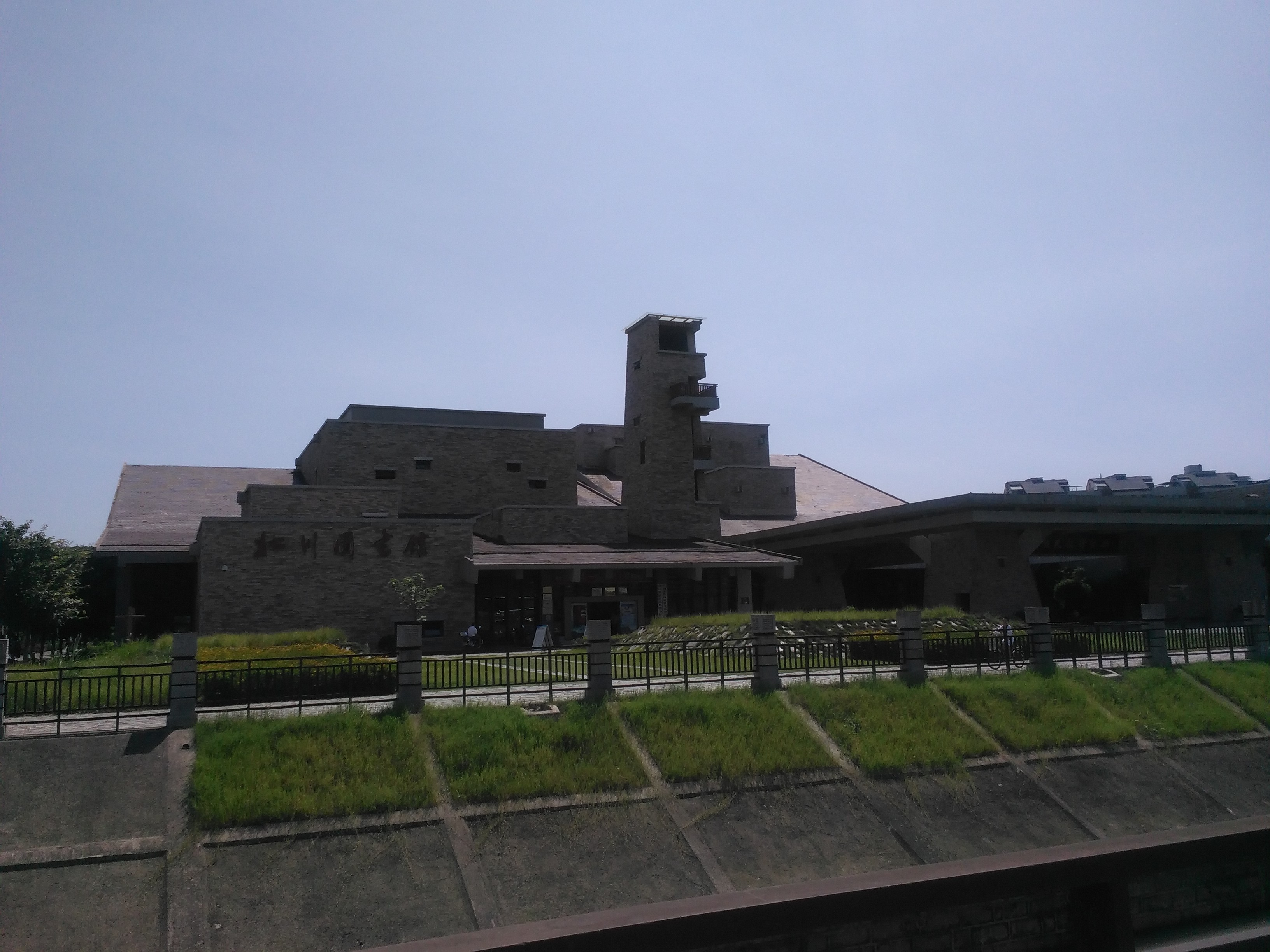
北川图书馆

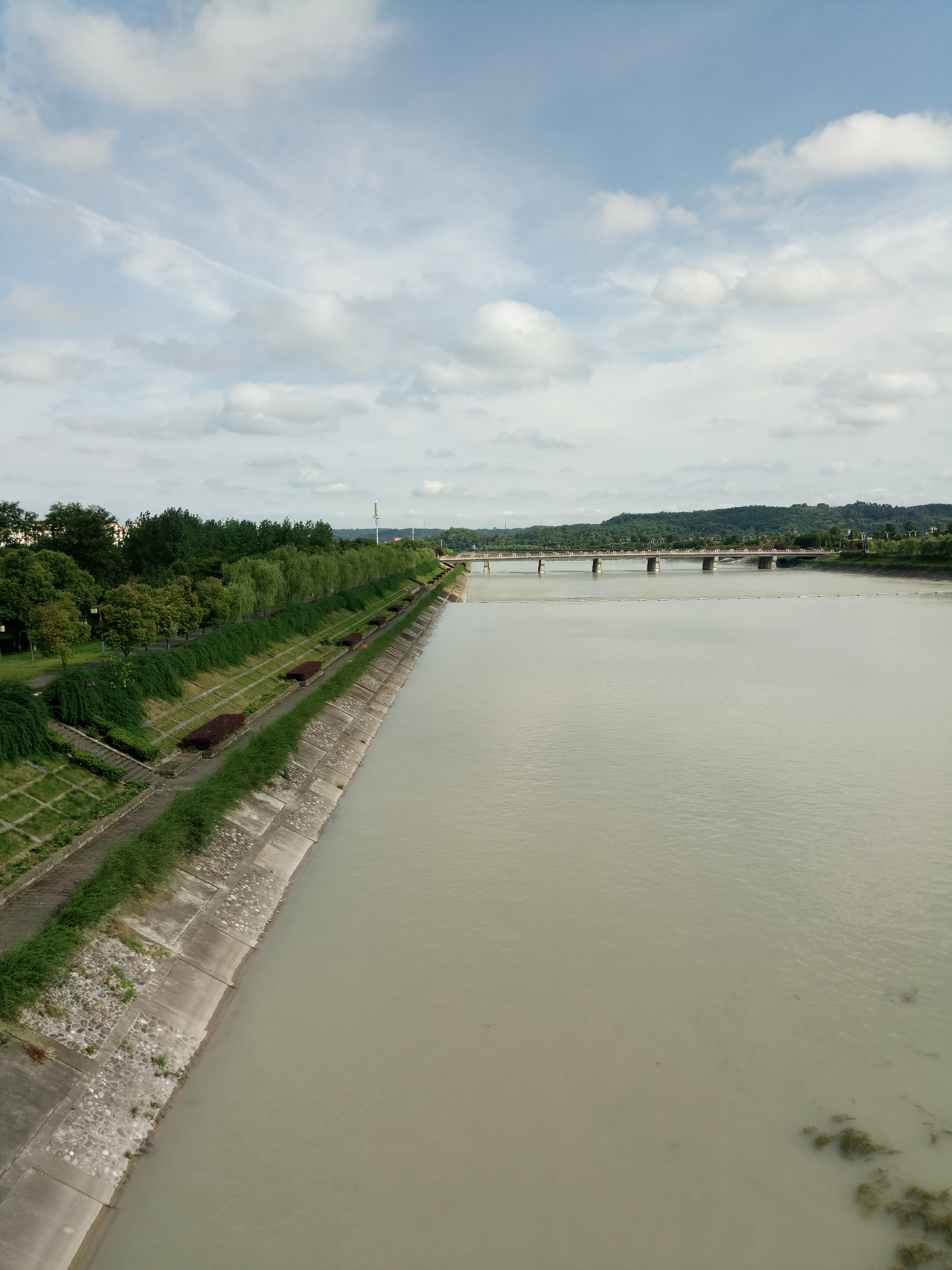
北川河岸风光

永昌镇下辖以下地区：
尔玛社区、禹龙社区居民委员、沐曦社区、新川社区、纳润社区、诺西社区、温泉村、顺义村、红旗村、东鱼村、常乐村和红岩村。